# Al-Hamzijja
Al-Hamzijja (arab. الحمزية) – wieś w Syrii, w muhafazie Idlib. W 2004 roku liczyła 953 mieszkańców.